# Ла-Гранд-Мотт

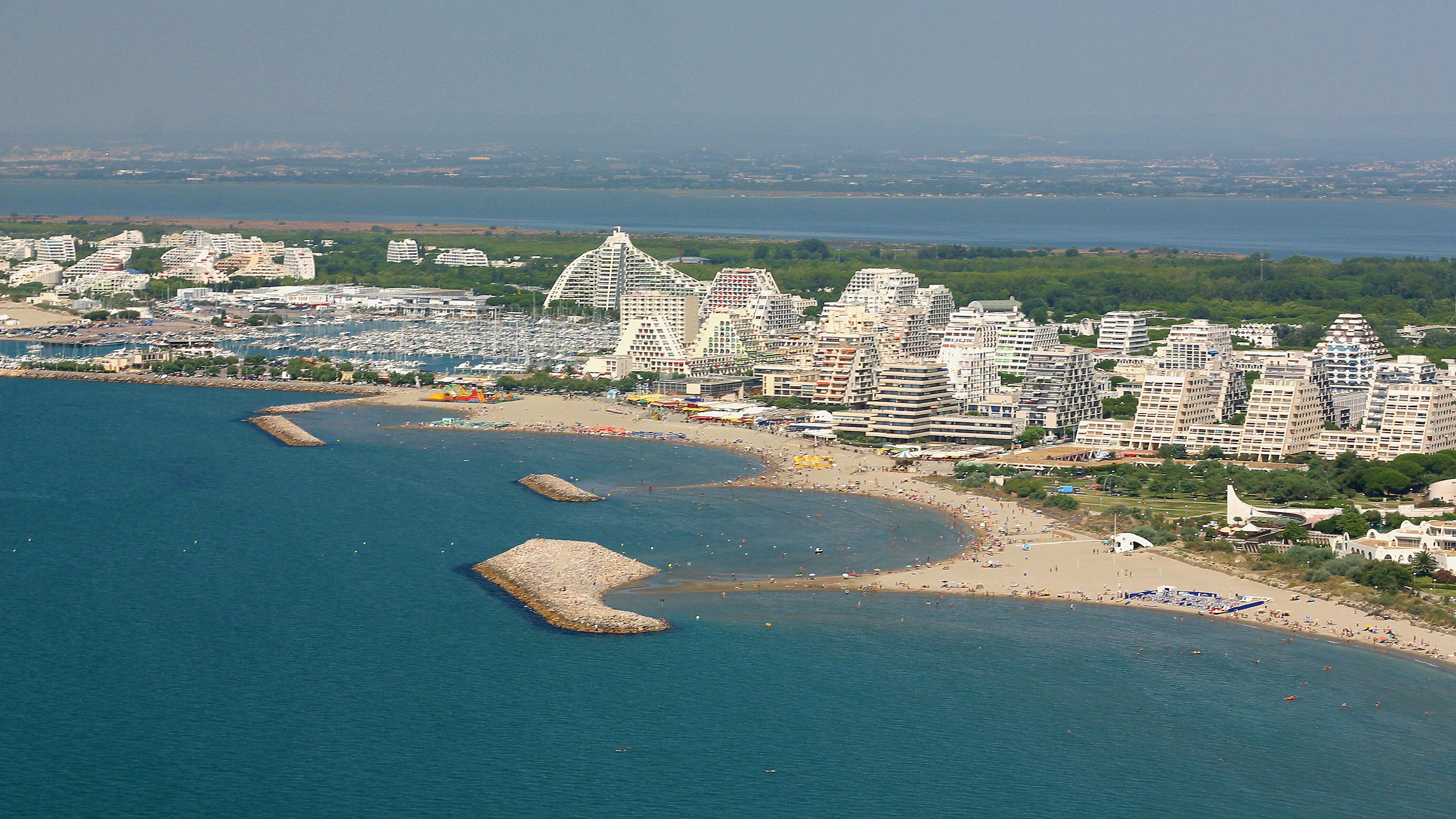
Район курортних веж забудованний архітектором Ж.Балладюра

Ла-Гранд-Мотт, Ла-Ґранд-Мотт (фр. La Grande-Motte) — муніципалітет у Франції, у регіоні Окситанія, департамент Еро. Населення — 8573 особи (01.01.2021).
Муніципалітет розташований на відстані близько 610 км на південь від Парижа, 18 км на схід від Монпельє.

## Історія
До 2015 року муніципалітет перебував у складі регіону Лангедок-Русійон. Від 1 січня 2016 року належить до нового об'єднаного регіону Окситанія.

## Демографія
Динаміка населення (INSEE ):
Розподіл населення за віком та статтю (2006):
| Стать | Всього | До 15 років | 15-24 | 25-44 | 45-64 | 65-85 | Понад 85 |
| --- | ------ | ----------- | ----- | ----- | ----- | ----- | -------- |
| Чоловіки | 3868   | 452         | 392   | 956   | 1124  | 892   | 52       |
| Жінки | 4292   | 476         | 360   | 916   | 1368  | 1100  | 72       |
| \| Статево-вікова піраміда \| Статево-вікова піраміда \| Статево-вікова піраміда \| \| ----------------------- \| ----------------------- \| ----------------------- \| \| Чоловіки \| Вік \| Жінки \| \| 52 \| 85 + \| 72 \| \| 108 \| 80-84 \| 188 \| \| 192 \| 75-79 \| 232 \| \| 296 \| 70-74 \| 344 \| \| 296 \| 65-69 \| 336 \| \| 304 \| 60-64 \| 372 \| \| 288 \| 55-59 \| 428 \| \| 280 \| 50-54 \| 296 \| \| 252 \| 45-49 \| 272 \| \| 224 \| 40-44 \| 196 \| \| 236 \| 35-39 \| 268 \| \| 268 \| 30-34 \| 212 \| \| 228 \| 25-29 \| 240 \| \| 204 \| 20-24 \| 200 \| \| 188 \| 15-20 \| 160 \| \| 152 \| 10-14 \| 180 \| \| 144 \| 5-9 \| 152 \| \| 156 \| 0-4 \| 144 \| |        |             |       |       |       |       |          |
| Статево-вікова піраміда |        |             |       |       |       |       |          |
| Чоловіки | Вік    | Жінки       |       |       |       |       |          |
| 52 | 85 +   | 72          |       |       |       |       |          |
| 108 | 80-84  | 188         |       |       |       |       |          |
| 192 | 75-79  | 232         |       |       |       |       |          |
| 296 | 70-74  | 344         |       |       |       |       |          |
| 296 | 65-69  | 336         |       |       |       |       |          |
| 304 | 60-64  | 372         |       |       |       |       |          |
| 288 | 55-59  | 428         |       |       |       |       |          |
| 280 | 50-54  | 296         |       |       |       |       |          |
| 252 | 45-49  | 272         |       |       |       |       |          |
| 224 | 40-44  | 196         |       |       |       |       |          |
| 236 | 35-39  | 268         |       |       |       |       |          |
| 268 | 30-34  | 212         |       |       |       |       |          |
| 228 | 25-29  | 240         |       |       |       |       |          |
| 204 | 20-24  | 200         |       |       |       |       |          |
| 188 | 15-20  | 160         |       |       |       |       |          |
| 152 | 10-14  | 180         |       |       |       |       |          |
| 144 | 5-9    | 152         |       |       |       |       |          |
| 156 | 0-4    | 144         |       |       |       |       |          |

## Економіка
2010 року серед 4825 осіб працездатного віку (15—64 років) 3282 були активними, 1543 — неактивними (показник активності 68,0%, у 1999 році було 66,6%). З 3282 активних мешканців працювали 2702 особи (1421 чоловік та 1281 жінка), безробітними було 580 (276 чоловіків та 304 жінки). Серед 1543 неактивних 337 осіб було учнями чи студентами, 727 — пенсіонерами, 479 були неактивними з інших причин.

У 2010 році в муніципалітеті числилось 5765 оподаткованих домогосподарств, у яких проживали 9881,5 особи, медіана доходів виносила 19 706 євро на одного особоспоживача

## Архітектура
Новий великий прибережний район міста Le Couchant («закат») був забудований за проєктами французького архітектора Жана Балладюра (1924-2002), який, за власним зізнанням черпав натхнення у пірамідах мая і ацтеків. Район забудовувався з ціллю відтягнути на себе велику кількість до цього відпочиваючих на узбережжі Іспанії. 

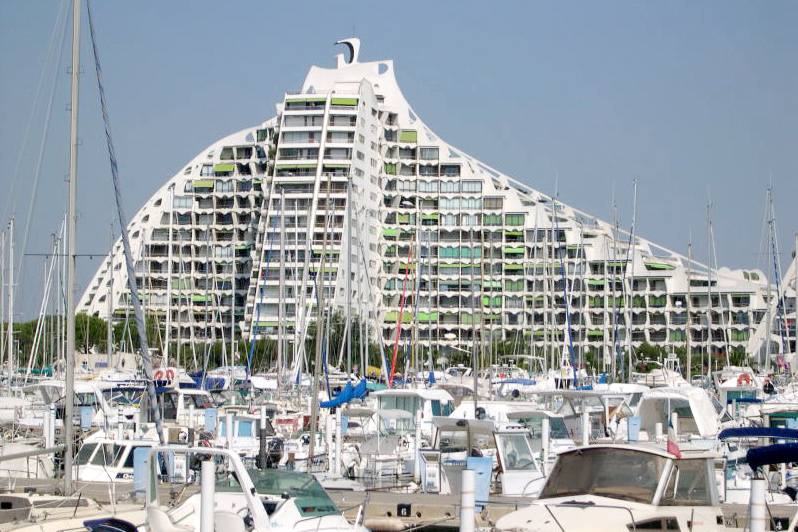
«Велика Піраміда»

## Виноски
1. 1 2  Зареєстроване населення 2021. Національний інститут статистики і економічних досліджень Франції. 29 грудня 2023.
2. ↑  Фізичні відстані розраховані за координатами муніципалітетів
3. ↑  Виписка з протоколу Ради міністрів 18.06.2014 Національних зборів Франції [Архівовано 24 грудня 2015 у Wayback Machine.](фр.)
4. ↑  La Grande-Motte sur le site de l'Insee, наведено за французькою вікіпедією
5. ↑  Population selon le sexe et l'âge...2006 [Населення за статтю та віком...2006] (фр.) . INSEE. Архів оригіналу за 4 вересня 2012. Процитовано 27 червня 2011.
6. ↑  Base chiffres clés : emploi - population active 2010 [Базові показники: зайнятість та активність населення 2010 року] (фр.) . INSEE. Архів оригіналу за 26 квітня 2014. Процитовано 15 листопада 2013. (наближені дані, тимчасова зайнятість 1999 року врахована частково)
7. ↑  Revenus fiscaux des ménages en 2010 [Оподатковані доходи домогосподарств у 2010 році] (фр.) . INSEE. Архів оригіналу за 11 січня 2013. Процитовано 18 жовтня 2013. Діти та онуки які проживали у двох місцях враховані як 0,5 особи в обох місцях проживання. Перша особа у домогосподарстві це один особоспоживач (ОС), інші дорослі — по 0,5 ОС, діти до 14 років — по 0,3 ОС.

| Франція | Це незавершена стаття з географії Франції. Ви можете допомогти проєкту, виправивши або дописавши її. |